# Columnas renales
La columna renal o columna de Bertin es una de las prolongaciones de la corteza renal que ocupan los espacios comprendidos entre cada una de las pirámides renales. El riñón humano contiene de 8 a 18 lóbulos. Rodean completamente la superficie externa de las pirámides, salvo la papila.
Aproximadamente en la parte más interna de las columnas es donde se divide las arterias interlobares en las arterias arcades que suben por la columna. Inversamente bajan las venas arcades para formar las venas interlobares.
Cada columna está formada por líneas de vasos sanguíneos, conductos urinarios y un material fibroso.
Las columnas están compuestas de vasos renales,urinarios y sanguíneos de los túbulos situados a lo largo de un tejido cortical fibroso.
La columna de Bertin lleva el nombre de su descubridor científico, el anatomista francés Joseph Exupère Bertin.
- Datos: Q2340707